# Chris Corning
Chris Corning (ur. 7 września 1999 w Silverthorne) – amerykański snowboardzista, specjalizujący się w slopestyle’u i big air, trzykrotny medalista mistrzostw świata.

## Kariera
Po raz pierwszy na arenie międzynarodowej pojawił się 25 lutego 2014 roku w Mammoth Mountain, gdzie w zawodach FIS Race zajął 42. miejsce w slopestyle’u. W 2014 roku wystartował na mistrzostwach świata juniorów w Yabuli, gdzie był dziesiąty w tej konkurencji. Podczas rozgrywanych rok później mistrzostw świata juniorów w Seiser Alm zdobył złote medale w big air i slopestyle’u. Ponadto był też najlepszy w slopestyle’u na mistrzostwach światach juniorów w Szpindlerowym Młynie w 2017 roku.
W zawodach Pucharu Świata zadebiutował 27 lutego 2015 roku w Park City, zajmując 31. miejsce w slopestyle’u. Na podium zawodów tego cyklu po raz pierwszy stanął 22 sierpnia 2015 roku w Cardronie, kończąc rywalizację w tej samej konkurencji na pierwszej pozycji. W zawodach tych wyprzedził Yūkiego Kadono z Japonii i Kanadyjczyka Michaela Ciccarellego. Najlepsze wyniki osiągnął w sezonie 2017/2018, kiedy to zwyciężył w klasyfikacji generalnej AFU, a w klasyfikacjach slopestyle’u i big air zdobył Małą Kryształową Kulę. Ponadto w sezonie 2015/2016 był drugi w klasyfikacji generalnej AFU, a w klasyfikacji slopestyle’u był najlepszy. W sezonie 2018/2019 ponownie zwyciężył w klasyfikacjach AFU oraz slopestyle’u, natomiast w klasyfikacji big air był drugi.
W 2017 roku wystartował na mistrzostwach świata w Sierra Nevada, gdzie zdobył dwa medale. Najpierw zajął trzecie miejsce w slopestyle’u, plasując się za Belgiem Seppe Smitsem i Nicolasem Huberem ze Szwajcarii. Sześć dni później wywalczył srebrny medal w big air, rozdzielając na podium dwóch Norwegów: Ståle Sandbecha i Marcusa Klevelanda. W 2018 roku wystartował na igrzyskach olimpijskich w Pjongczangu, zajmując siedemnaste miejsce w slopestyle’u i czwarte w big air. Rok później, na mistrzostwach świata w Park City zdobył złoty medal.

## Osiągnięcia

### Igrzyska olimpijskie
| Miejsce | Dzień     | Rok  | Miejscowość | Konkurencja | Zwycięzca         |
| ------- | --------- | ---- | ----------- | ----------- | ----------------- |
| 17.     | 11 lutego | 2018 | Pjongczang  | Slopestyle  | Redmond Gerard    |
| 4.      | 24 lutego | 2018 | Pjongczang  | Big air     | Sebastien Toutant |

### Mistrzostwa świata
| Miejsce | Dzień     | Rok  | Miejscowość   | Konkurencja | Zwycięzca        |
| ------- | --------- | ---- | ------------- | ----------- | ---------------- |
| 2.      | 11 marca  | 2017 | Sierra Nevada | Slopestyle  | Seppe Smits      |
| 3.      | 17 marca  | 2017 | Sierra Nevada | Big air     | Ståle Sandbech   |
| 1.      | 9 lutego  | 2019 | Park City     | Slopestyle  | -                |
| 11.     | 12 marca  | 2021 | Aspen         | Slopestyle  | Marcus Kleveland |
| 20.     | 16 marca  | 2021 | Aspen         | Big air     | Mark McMorris    |
| 3.      | 27 lutego | 2023 | Bakuriani     | Slopestyle  | Marcus Kleveland |

### Puchar Świata

#### Miejsca w klasyfikacji generalnej AFU
- sezon 2014/2015: 107.
- sezon 2015/2016: 2.
- sezon 2016/2017: 10.
- sezon 2017/2018: 1.
- sezon 2018/2019: 1.
- sezon 2019/2020: 3.
- sezon 2020/2021: 13.

#### Miejsca na podium w zawodach
1. Cardrona – 22 sierpnia 2015 (slopestyle) – 1. miejsce
2. Szpindlerowy Młyn – 20 marca 2016 (slopestyle) – 2. miejsce
3. Szpindlerowy Młyn – 25 marca 2017 (slopestyle) – 1. miejsce
4. Mediolan – 11 listopada 2017 (big air) – 1. miejsce
5. Copper Mountain – 10 grudnia 2017 (big air) – 2. miejsce
6. Seiser Alm – 17 marca 2018 (slopestyle) – 1. miejsce
7. Cardrona – 8 września 2018 (big air) – 1. miejsce
8. Modena – 3 listopada 2018 (big air) – 2. miejsce
9. Kreischberg – 12 stycznia 2019 (slopestyle) – 2. miejsce
10. Laax – 18 stycznia 2019 (slopestyle) – 1. miejsce
11. Cardrona – 24 sierpnia 2019 (big air) – 1. miejsce
12. Modena – 2 listopada 2019 (big air) – 3. miejsce
13. Pekin – 14 grudnia 2019 (big air) – 3. miejsce
14. Atlanta – 20 grudnia 2019 (big air) – 1. miejsce
15. Silvaplana – 28 marca 2021 (slopestyle) – 3. miejsce